# Hermann John Mandl
Hermann John Mandl (Vienna, 1856 – Vienna, 6 marzo 1922) è stato un cavaliere austriaco.
Partecipò ai Giochi olimpici 1900 di Parigi, in tutte e tre le gare di equitazione senza riuscire a conquistare alcuna medaglia. Mandl fu anche un imprenditore di successo che fece gran parte della sua fortuna in Cina.
Nonostante fosse austriaco, molte fonti lo accreditano come statunitense.